# Nicolas Basin
Nicolas Basin (Forbach, 22 luglio 1998) è un ex calciatore francese, di ruolo difensore.

## Caratteristiche tecniche
È un terzino sinistro, talvolta in grado di adattarsi anche come esterno di centrocampo.

## Carriera
Cresciuto nelle giovanili del Metz, ha esordito in prima squadra il 13 agosto 2016 in occasione del match di campionato vinto 3-2 contro il Lilla. Questa rimane la sua unica presenza stagionale. La stagione successiva, confermato in prima squadra, Basin segna la sua prima rete con la maglia del Metz il 16 dicembre 2017 nel match di Ligue 1 contro il Montpellier. Nel febbraio 2018 firma il suo primo contratto da professionista, legandosi al Metz fino al 2021.
Il 2 settembre 2018 viene ceduto in prestito all'Avranches, formazione francese militante in Championnat National.

## Statistiche

### Presenze e reti nei club
Statistiche aggiornate al 24 aprile 2019.
| Stagione        | Squadra         | Campionato      | Campionato | Campionato | Coppe nazionali | Coppe nazionali | Coppe nazionali | Coppe continentali | Coppe continentali | Coppe continentali | Altre coppe | Altre coppe | Altre coppe | Totale | Totale | Totale |
| Stagione        | Squadra         | Comp            | Pres       | Reti       | Comp            | Pres            | Reti            | Comp               | Pres               | Reti               | Comp        | Pres        | Reti        | Pres   | Reti   |        |
| --------------- | --------------- | --------------- | ---------- | ---------- | --------------- | --------------- | --------------- | ------------------ | ------------------ | ------------------ | ----------- | ----------- | ----------- | ------ | ------ | ------ |
| 2016-2017       | Metz            | L1              | 1          | 0          | CF+CdL          | 0               | 0               |                    | -                  | -                  |             | -           | -           | 1      | 0      |        |
| 2017-2018       | Metz            | L1              | 5          | 1          | CF+CdL          | 0               | 0               |                    | -                  | -                  |             | -           | -           | 5      | 1      |        |
| ago. 2018       | Metz            | L2              | 0          | 0          | CF+CdL          | 0+1             | 0+0             |                    | -                  | -                  |             | -           | -           | 1      | 0      |        |
| Totale Metz     | Totale Metz     | Totale Metz     | 6          | 1          |                 | 1               | 0               |                    | -                  | -                  |             | -           | -           | 7      | 1      |        |
| set. 2018-2019  | Avranches       | CN              | 4          | 0          | CF+CdL          | 0+1             | 0+0             |                    | -                  | -                  |             | -           | -           | 5      | 0      |        |
| Totale carriera | Totale carriera | Totale carriera | 10         | 1          |                 | 2               | 0               |                    | -                  | -                  |             | -           | -           | 12     | 1      |        |